# Eric Roth
Eric R. Roth (sinh ngày 22 tháng 3 năm 1945) là một nhà biên kịch người Mỹ. Ông đã được đề cử sáu giải Oscar cho kịch bản chuyển thể xuất sắc nhất – cho Forrest Gump (1994), The Insider (1999), Munich (2005), Dị nhân Benjamin (2008), Vì sao vụt sáng (2018), Dune: Hành tinh cát (2021) và nhận được một chiến thắng cho Forrest Gump. Ông cũng đảm nhiệm phần kịch bản cho hai bộ phim được đề cử giải Oscar là Ali (2001) và Extremely Loud & Incredibly Close (2011).

## Tiểu sử
Roth sinh ra tại Thành phố New York, New York trong một gia đình người Do Thái. Ông là con trai của Miriam "Mimi", một giáo viên, giám đốc hãng phim và nhà biên kịch phát thanh, và Leon Roth, một giảng viên đại học và nhà sản xuất phim. Ông lớn lên ở Bedford–Stuyvesant, Brooklyn ở New York, được tiếp xúc với quyền anh từ nhỏ. Ông cũng thừa nhận một số thành công sau này của mình bắt nguồn từ những thói quen học được từ môn thể thao này. Roth học đại học tại Đại học California tại Santa Barbara, thuộc khoá 1966. Sau đó, ông theo học Trường Sân khấu, Điện ảnh và Truyền hình UCLA ở khoá 1973.

## Sự nghiệp
Roth chiến thắng giải Oscar cho kịch bản chuyển thể xuất sắc nhất với tác phẩm Forrest Gump. Ông cũng được biết đến với việc viết kịch bản trên hệ điều hành DOS mà không cần kết nối Internet, cũng như việc phân phối các kịch bản phim dưới dạng bản cứng. Ông tiếp tục sự nghiệp Oscar của mình với việc đồng biên kịch cho nhiều phim điện ảnh được đề cử Oscar như The Insider (1999), Munich (2005), Dị nhân Benjamin (2008), Vì sao vụt sáng (2018) và Dune: Hành tinh cát (2021). Trong quá trình biên kịch cho Dị nhân Benjamin, ông đã mất cả cha lẫn mẹ, vậy nên tác phẩm này được coi là "bộ phim cá nhân nhất của tôi."

## Đời tư
Roth sống tại Santa Monica, California. Ông có năm người con, bao gồm nhà làm phim tài liệu Vanessa Roth, hai nhà làm phim Geoffrey Roth và Alec Roth, cùng sáu đứa cháu.
Roth là một trong những nhà đầu tư bị Bernard Madoff lừa đảo trong một mô hình Ponzi thông qua Stanley Chais. Ông cho biết mình đã mất rất nhiều tài sản cũng như tiền hưu trí, mặc dù không tiết lộ con số đầy đủ. Do hành vi gian lận và những tổn thất liên quan, Roth đã kiện di sản của Chais, người đã qua đời vào ngày 26 tháng 9 năm 2010.

## Danh sách phim

### Điện ảnh
| Năm  | Tựa đề                            | Biên kịch | Sản xuất | Đạo diễn          | Ghi chú      |
| ---- | --------------------------------- | --------- | -------- | ----------------- | ------------ |
| 1970 | To Catch a Pebble                 | Có        | Không    | James F. Collier  |              |
| 1974 | The Nickel Ride                   | Có        | Không    | Robert Mulligan   |              |
| 1975 | The Drowning Pool                 | Có        | Không    | Stuart Rosenberg  | Không đề tên |
| 1979 | The Onion Field                   | Có        | Không    | Harold Becker     | Không đề tên |
| 1979 | The Concorde... Airport '79       | Có        | Không    | David Lowell Rich |              |
| 1981 | Wolfen                            | Có        | Không    | Michael Wadleigh  | Không đề tên |
| 1987 | Suspect                           | Có        | Không    | Peter Yates       |              |
| 1988 | Memories of Me                    | Có        | Không    | Henry Winkler     |              |
| 1993 | Mr. Jones                         | Có        | Không    | Mike Figgis       |              |
| 1994 | Forrest Gump                      | Có        | Không    | Robert Zemeckis   |              |
| 1997 | The Postman                       | Có        | Không    | Kevin Costner     |              |
| 1998 | The Horse Whisperer               | Có        | Không    | Robert Redford    |              |
| 1999 | The Insider                       | Có        | Không    | Michael Mann      |              |
| 2001 | Ali                               | Có        | Không    | Michael Mann      |              |
| 2005 | Munich                            | Có        | Không    | Steven Spielberg  |              |
| 2006 | The Good Shepherd                 | Có        | Không    | Robert De Niro    |              |
| 2007 | Lucky You                         | Có        | Không    | Curtis Hanson     |              |
| 2008 | Dị nhân Benjamin                  | Có        | Không    | David Fincher     |              |
| 2011 | Extremely Loud & Incredibly Close | Có        | Không    | Stephen Daldry    |              |
| 2015 | Ellis                             | Có        | Không    | JR                | Phim ngắn    |
| 2018 | Vì sao vụt sáng                   | Có        | Không    | Bradley Cooper    |              |
| 2020 | Mank                              | Không     | Có       | David Fincher     |              |
| 2021 | Dune: Hành tinh cát               | Có        | Không    | Denis Villeneuve  |              |
| 2023 | Vầng trăng máu                    | Có        | Không    | Martin Scorsese   |              |

### Truyền hình
| Năm       | Tựa đề                          | Biên kịch | Giám đốc sản xuất | Ghi chú                   |
| --------- | ------------------------------- | --------- | ----------------- | ------------------------- |
| 1972      | The Strangers in 7A             | Có        | Không             | Phim điện ảnh truyền hình |
| 1992      | The Heights                     | Có        | Không             | Đồng sáng tạo             |
| 1994      | Jane's House                    | Có        | Không             | Phim điện ảnh truyền hình |
| 2011–2012 | Luck                            | Có        | Có                |                           |
| 2013–2017 | Ván bài chính trị               | Không     | Có                |                           |
| 2016–2018 | Berlin Station                  | Không     | Có                |                           |
| 2018      | The Alienist                    | Không     | Có                |                           |
| 2020      | The Alienist: Angel of Darkness | Không     | Có                |                           |